# Halálozások 1941-ben
Ez a szócikk az 1941-es évben elhunyt nevezetes személyeket sorolja fel.

## Ismeretlen hónap
| Dátum          | Név | Foglalkozás / tisztség | Kor | Forrás |
| -------------- | --- | ---------------------- | --- | ------ |
| Ismeretlen nap | —   | —                      | 0—  | —      |

## December
| Dátum        | Név                | Foglalkozás / tisztség                   | Kor | Forrás |
| ------------ | ------------------ | ---------------------------------------- | --- | ------ |
| december 29. | Kumaguszu Minakata | japán biológus, író                      | 074 |        |
| december 4.  | Stasys Šalkauskis  | litván filozófus                         | 055 |        |
| december 2.  | Zlinszky Aladár    | irodalomtörténész, esztéta, az MTA tagja | 077 |        |

## November
| Dátum        | Név                | Foglalkozás / tisztség                    | Kor | Forrás |
| ------------ | ------------------ | ----------------------------------------- | --- | ------ |
| november 18. | Chris Watson       | ausztrál politikus, miniszterelnök (1904) | 074 |        |
| november 14. | Zádor Gyöngyi      | színésznő                                 | 021 | —      |
| november 4.  | Norberto Romualdez | Fülöp-szigeteki író és politikus          | 066 |        |

## Október
| Dátum      | Név | Foglalkozás / tisztség | Kor | Forrás |
| ---------- | --- | ---------------------- | --- | ------ |
| október 1. | —   | —                      | 0—  | —      |

## Szeptember
| Dátum          | Név            | Foglalkozás / tisztség                  | Kor | Forrás |
| -------------- | -------------- | --------------------------------------- | --- | ------ |
| szeptember 24. | Zimányi Károly | geofizikus, mineralógus, múzeumigazgató | 079 | —      |

## Augusztus
| Dátum        | Név | Foglalkozás / tisztség | Kor | Forrás |
| ------------ | --- | ---------------------- | --- | ------ |
| augusztus 1. | —   | —                      | 0—  | —      |

## Július
| Dátum      | Név                 | Foglalkozás / tisztség | Kor | Forrás |
| ---------- | ------------------- | ---------------------- | --- | ------ |
| július 26. | Henri-Léon Lebesgue | francia matematikus    | 066 |        |

## Június
| Dátum     | Név          | Foglalkozás / tisztség                                         | Kor | Forrás |
| --------- | ------------ | -------------------------------------------------------------- | --- | ------ |
| június 4. | II. Vilmos   | a Német Birodalom császára és Poroszország királya (1888–1918) | 082 |        |
| június 2. | Lou Gehrig   | amerikai baseballozó                                           | 037 |        |
| június 1. | Hugh Walpole | brit író                                                       | 057 |        |

## Május
| Dátum     | Név                        | Foglalkozás / tisztség                | Kor | Forrás |
| --------- | -------------------------- | ------------------------------------- | --- | ------ |
| május 30. | VII. Ráma thaiföldi király | Thaiföld uralkodója (1925–1935)       | 047 |        |
| május 30. | Zsóry Lajos                | főszolgabíró, országgyűlési képviselő | 063 | —      |
| május 18. | Werner Sombart             | német közgazdász, szociológus         | 078 |        |

## Április
| Dátum      | Név        | Foglalkozás / tisztség                                                | Kor | Forrás |
| ---------- | ---------- | --------------------------------------------------------------------- | --- | ------ |
| április 3. | Teleki Pál | földrajztudós, politikus, külügyminiszter, miniszterelnök (1939–1941) | 061 |        |

## Március
| Dátum      | Név | Foglalkozás / tisztség | Kor | Forrás |
| ---------- | --- | ---------------------- | --- | ------ |
| március 1. | —   | —                      | 0—  | —      |

## Február
| Dátum      | Név | Foglalkozás / tisztség | Kor | Forrás |
| ---------- | --- | ---------------------- | --- | ------ |
| február 1. | —   | —                      | 0—  | —      |

## Január
| Dátum      | Név                | Foglalkozás / tisztség       | Kor | Forrás |
| ---------- | ------------------ | ---------------------------- | --- | ------ |
| január 30. | Heinrich von Zügel | német festő, állatfestő      | 090 | —      |
| január 5.  | Amy Johnson        | a repülés angol női úttörője | 037 |        |